# Hologram ELS

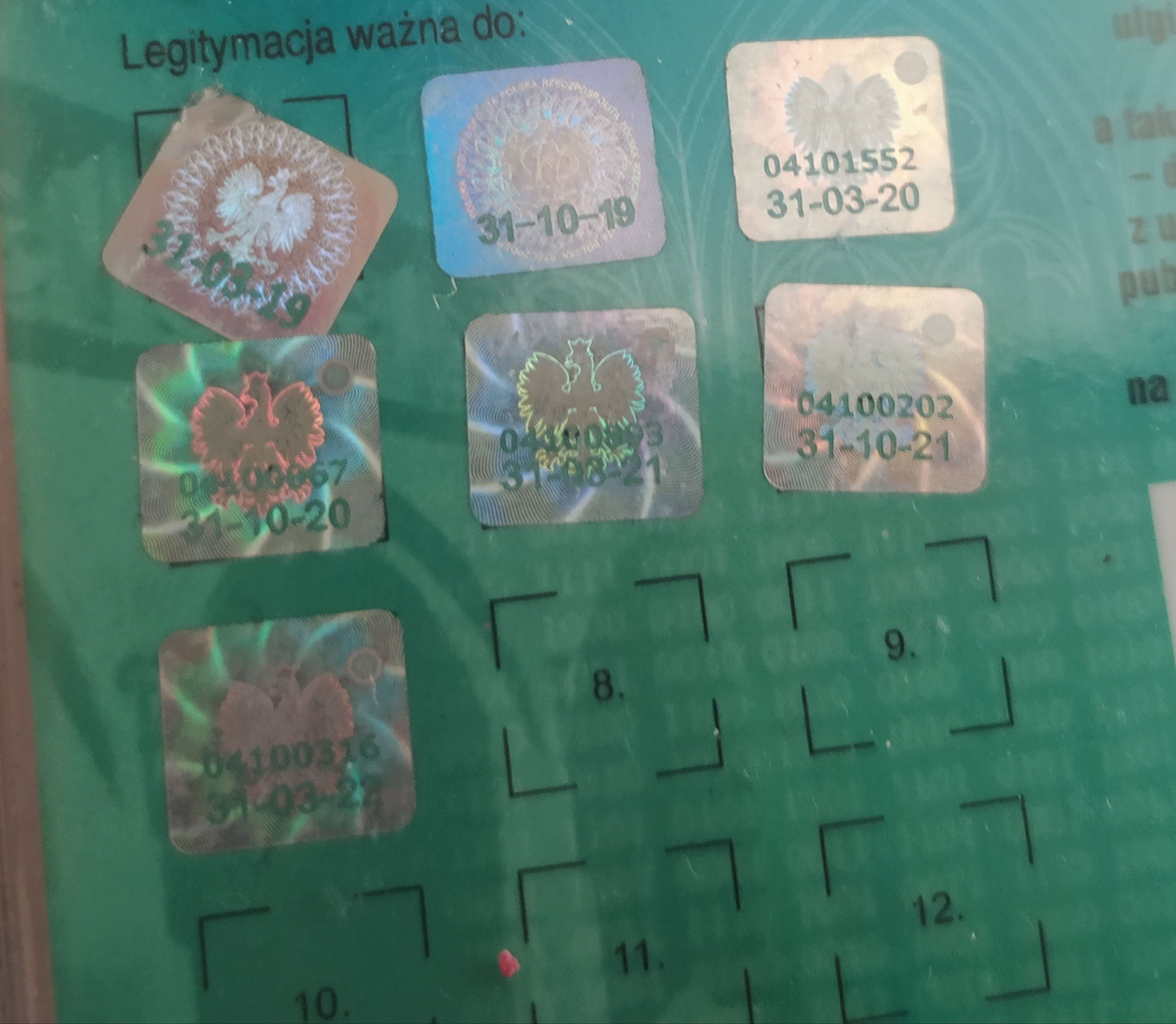
Hologramy ELS - wzór

Hologram (ELS) – specjalna samoprzylepna naklejka w formie hologramu, służącą do wizualnego przedłużenia ważności elektronicznej legitymacji studenckiej w Polsce (w skrócie ELS).

## Opis
Hologram ELS, zwany również hologramem studenckim lub semestralnym został wprowadzony wraz z Elektroniczną Legitymacją Studencką rozporządzeniem Ministra Nauki i Szkolnictwa Wyższego z 2 listopada 2006 w sprawie dokumentacji przebiegu studiów. Od 2006 roku legitymacja ELS i hologramy studenckie obowiązywały jedynie na kilku uczelniach. Od 2016 roku na wszystkich uczelniach państwowych i prywatnych w Polsce obowiązuje Elektroniczna Legitymacja Studencka oraz naklejka ELS.  Hologram na legitymację studencką o wymiarach 9mmx10mm zastąpił pieczątki przedłużające ważność legitymacji studenckiej w formie papierowej. Wprowadzenie Elektronicznej Legitymacji Studenckiej umożliwia szybką weryfikację tożsamości studenta i przebiegu studiów w Uniwersyteckim Systemie Obsługi Studiów (USOS), z kolei naklejka ELS pozwala korzystać przysługujących zniżek studenckich.
Zgodnie z Ustawą z dnia 27 lipca 2005 r. Prawo o szkolnictwie wyższym student posiadający ważną legitymację ELS z aktualną naklejką semestralną ma prawo do ulgowych przejazdów PKP, PKS i komunikacją miejską, a także zniżek w księgarniach akademickich i instytucjach kultury. Hologramy studenckie, podobnie jak Elektroniczna Legitymacja Studencka, wydawane są w dziekanatach uczelni wyższych. Ważność legitymacji ELS na kolejny semestr przedłuża się poprzez aktualizację danych w układzie elektronicznym i naklejenie w specjalnym okienku na rewersie Elektronicznej Legitymacji Studenckiej. 
Wzór hologramu studenckiego określa rozporządzenie Ministra Nauki i Szkolnictwa Wyższego z dnia 27 września 2018 roku. Oznaczenia naklejki studenckiej wymagane przez MEN:
- znak orła i znak RP wykonane w technologii 2D/3D,
- wymiary 10 mm x 9 mm i grubość  10 µm,
- laserowo nacinana data ważności lub wykonana równoważną techniką, która nie narusza wierzchniej warstwy hologramu,
- specjalne zabezpieczenie w postaci plastra miodu, uniemożliwiające ponowne naklejenie,
- 8 cyfrowy numer seryjny, gdzie 3 pierwsze cyfry stanowią kod uczelni wyższej, a 5 kolejnych numer poszczególnej naklejki,
- minimalna gęstość optyczna 254000 DPI z nanotekstami.

Wzór hologramu studenckiego zawierający numer seryjny obowiązuje od 30 września 2020 roku. 
Hologram studencki jest drukiem ścisłego zarachowania, wydaje się go studentom na podstawie informacji zawartych w USOS. Naklejki semestralne przedłużają ważność Elektronicznej Legitymacji Studenckiej do 31.03 lub do 31.10 czyli zgodnie z datą na hologramie naklejanym co semestr na rewersie.